# Араньяки
Аранья́ки (санскр. आरण्यक, IAST: āraṇyaka «лесные [книги]») — священные писания индуизма, относятся к категории богооткровенных писаний шрути и являются частью литературы Вед. Эти религиозные тексты были составлены на ведийском санскрите, характерном для Брахман и ранних Упанишад. Некоторые Араньяки являются частью Брахман или Упанишад. «Араньяка» (IAST: āraṇyaka) в буквальном переводе означает «лесной» (IAST: araṇya), или, как говорится в «Тайтриттия-араньяке» «откуда невозможно увидеть крыши жилых поселений». В араньяках, подобно брахманам, описываются различные опасные ритуальные практики, такие как махаврата и праваргья, именно поэтому их изучали в диких и отдалённых местах. Однако, араньяки не имеют особого отношения к ашрамам санньясы и ванапрастхи — по своему содержанию они более сродны Брахманам, нежели философско-мистическим Упанишадам.

## Лесные книги
В араньяках объясняются различные сложные ведийские жертвоприношения (яджны) и, также как и брахманы, они сосредоточены на правильном совершении ритуала. Араньяки являются «секретными» писаниями в том смысле, что их использование ограничивается определённым видом ритуалов. Араньяки, так же как и другие ведийские тексты, на протяжении истории передавались от учителя к ученику по цепи парампары.
Араньяки примыкают к одной из ведийских шакх и названы её именем.
- Айтарея-араньяка принадлежит к Шакала-шакхе «Ригведы»
- Каушитаки-араньяка принадлежит к Каушитаки-шакхе и Шанкхаяна-шакхе «Ригведы»[6]
- Тайттирия-араньяка принадлежит к Тайттирия-шакхе «Кришна Яджурведы»
- Майтраяния-араньяка принадлежит к Майтраяния-шакхе «Кришна Яджурведы»
- Катха-араньяка принадлежит к Катха-шакхе «Кришна Яджурведы»[7]
- Брихад-араньяка существует в версиях Мадхьяндина и Канва. Версия Мадхьяндина состоит из 8 разделов, из которых последние 6 — это «Брихадараньяка-упанишада».
- Талавакара-араньяка или Джайминия-упанишад-брахмана принадлежит к Талавакара или Джайминия-шакхе «Самаведы»
- Араньяка-самхита — раздел «Самаведы», по которому воспевают Араньягана-саманы.
- Ни одна из араньяк «Атхарваведы» не дошла до наших дней, хотя «Гопатха-брахману» можно рассматривать как араньяку — сохранившийся отрывок от более объёмной «Атхарва-брахманы».

### Айтарея-араньяка
Состоит из пяти разделов, каждый из которых рассматривается как полная араньяка. Первый раздел в основном посвящён маха-врате, описания которой имеют ритуалистический характер. Второй раздел состоит из шести глав, из которых первые три описывают прана-видью — где «прана» означает «жизненный воздух» который является не только жизненной энергией тела, но и живым духом всех мантр и всех Вед. Четвёртая, пятая и шестая главы второго раздела «Айтарея-араньяки» составляют «Айтарея-упанишаду». Третий раздел данной араньяки также известен как «Самхита-упанишада». Четвёртый и пятый разделы по своему содержанию чисто технические и ритуальные — соответственно они посвящены мантрам, называемым «Маханамни» и яджне «Мадхьяндина».

### Тайттирия-араньяка
Состоит из десяти глав. Седьмая, восьмая и девятая главы представляют собой хорошо известную «Тайттирия-упанишаду». Десятая глава — это объёмная «Маханараяна-упанишада» — в её состав входит подбор важных мантр из трёх Вед. Сама араньяка как таковая состоит из глав с первой по шестую.

### Шанкхаяна-араньяка
Состоит из пятнадцати глав. Главы с третьей по шестую составляют «Каушитаки-упанишаду». Седьмая и восьмая известны как «Самхита-упанишада». В первых двух главах обсуждается махаврата. В девятой говорится о значении праны. Десятая глава посвящена описанию эзотерического значения обряда агни-хотры. В одиннадцатой главе предписываются различные ритуалы, проводимые для предотвращения болезней и смерти. Там также обсуждается влияние снов и их толкование. В двенадцатой главе обстоятельно описываются результаты молитв. В тринадцатой главе излагаются различные философские темы. В четырнадцатой главе даются всего лишь две мантры. В первой прославляется мантра «Я есмь Брахман». Во второй мантре объявляется, что человек, который не понимает значение мантр, а просто автоматически их повторяет, подобен животному, не осознающему ценности груза, который оно несёт. В последней главе приводится длинный генеалогический список учителей начиная от Брахмы и заканчивая Гуна-шанкхаяной.

### Брихад-араньяка
«Брихад-араньяка» — это известная Упанишада, которая в основном посвящена описанию природы «Я».

## Рахасья-брахманы
Араньяки являются своего рода продолжением Брахман — в них объясняется значение различных «секретных» ритуалов, подробно не описанных в Брахманах. В более поздних традициях это рассматривалось как погружение в детали и тонкости, которое побудило Дургачарью в его комментарии к Нирукте назвать араньяки рахасья-брахманами — «секретными брахманами».